# Corylopsis willmottiae
Espèce
Classification APG III (2009)
Corylopsis willmottiae est un petit arbuste de la famille des Hamamelidacées originaire de Chine (Sichuan).
Nom chinois : 四川蜡瓣花.

## Position taxonomique
Cette espèce est, selon l'index GRIN et la révision du genre de Brian D. Morley et Jew-Ming Chao, est identifiée à Corylopis sinensis var. sinensis.
Cependant, cette espèce, avec 24 paires de chromosomes, semble pouvoir difficilement être une variété tétraploïde de Corylopsis sinensis (12 paires), mais plus sûrement être une espèce distincte.

## Description
Il s'agit d'un arbuste caduc ne dépassant pas 5 m de haut dans sa plus grande taille (il reste généralement plus petit).
Les feuilles de cette espèce sont pubescentes sur les nervures.
Les fleurs, à pétales jaunes, en grappes pédonculées de moins de 4 cm de long, portant 5 étamines (caractéristique du genre), apparaissent avant les feuilles en mars en France.
Les pétales, styles et étamines ont plus de 3 mm de long.
Les graines, ellipsoïdes, ont environ 4 mm de diamètre.
Cette espèce est dédiée à Ellen Willmott, une horticultrice britannique.
Une variété botanique est reconnue : Corylopsis willmottiae var. chekiangensis Cheng, à côté de nombreuses variétés horticoles.

## Distribution
Cette espèce originaire du Sichuan (Chine) est maintenant répandue dans toutes les régions tempérées.

## Utilisation
Cette plante est appréciée en arbuste d'ornement pour sa floraison en fin d'hiver et son faible développement. Sa culture reste simple, avec comme principale exigence un sol acide, assez riche, mais elle est sans contrainte sur l'ensoleillement et elle dispose d'une bonne résistance au froid.

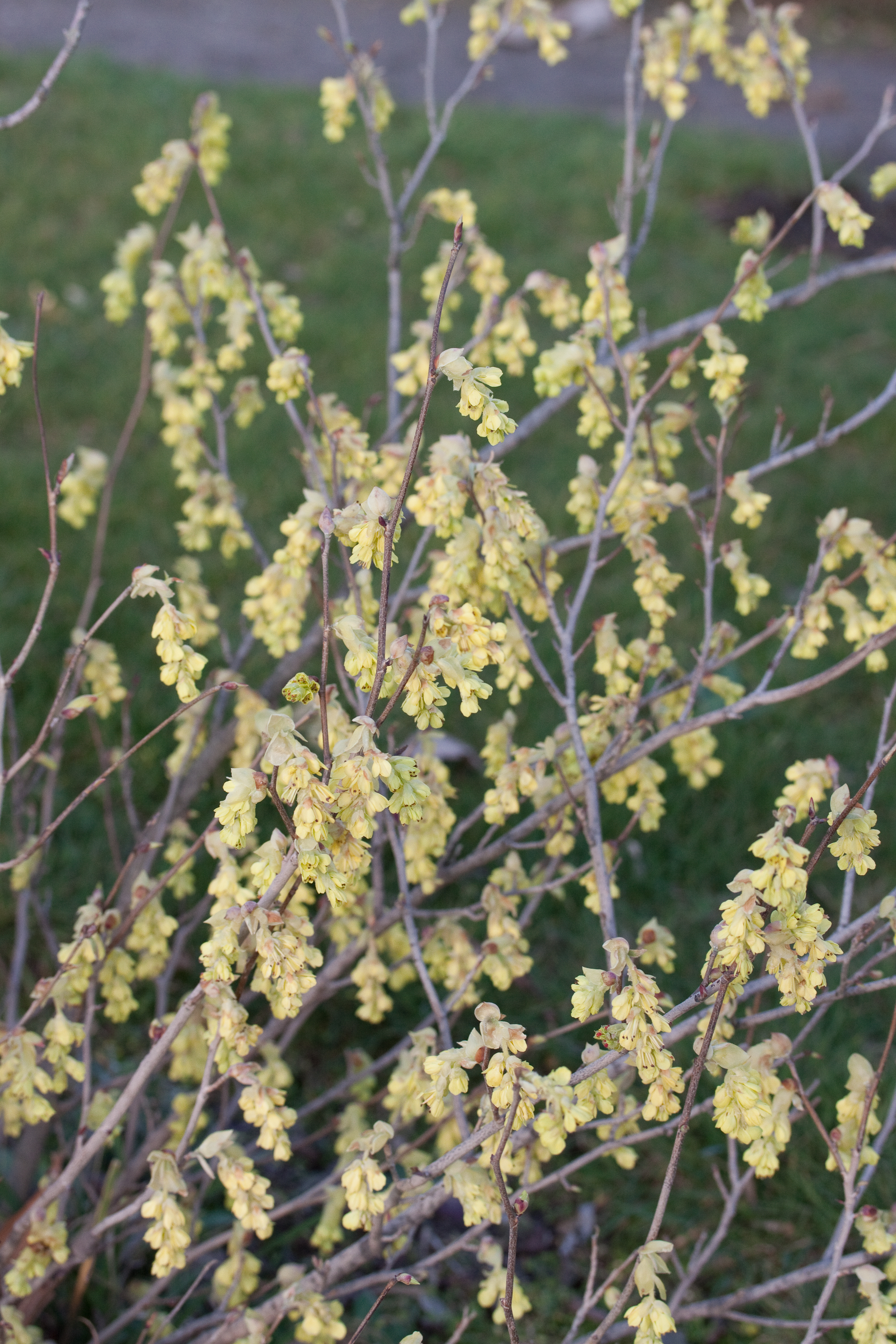
Floraison
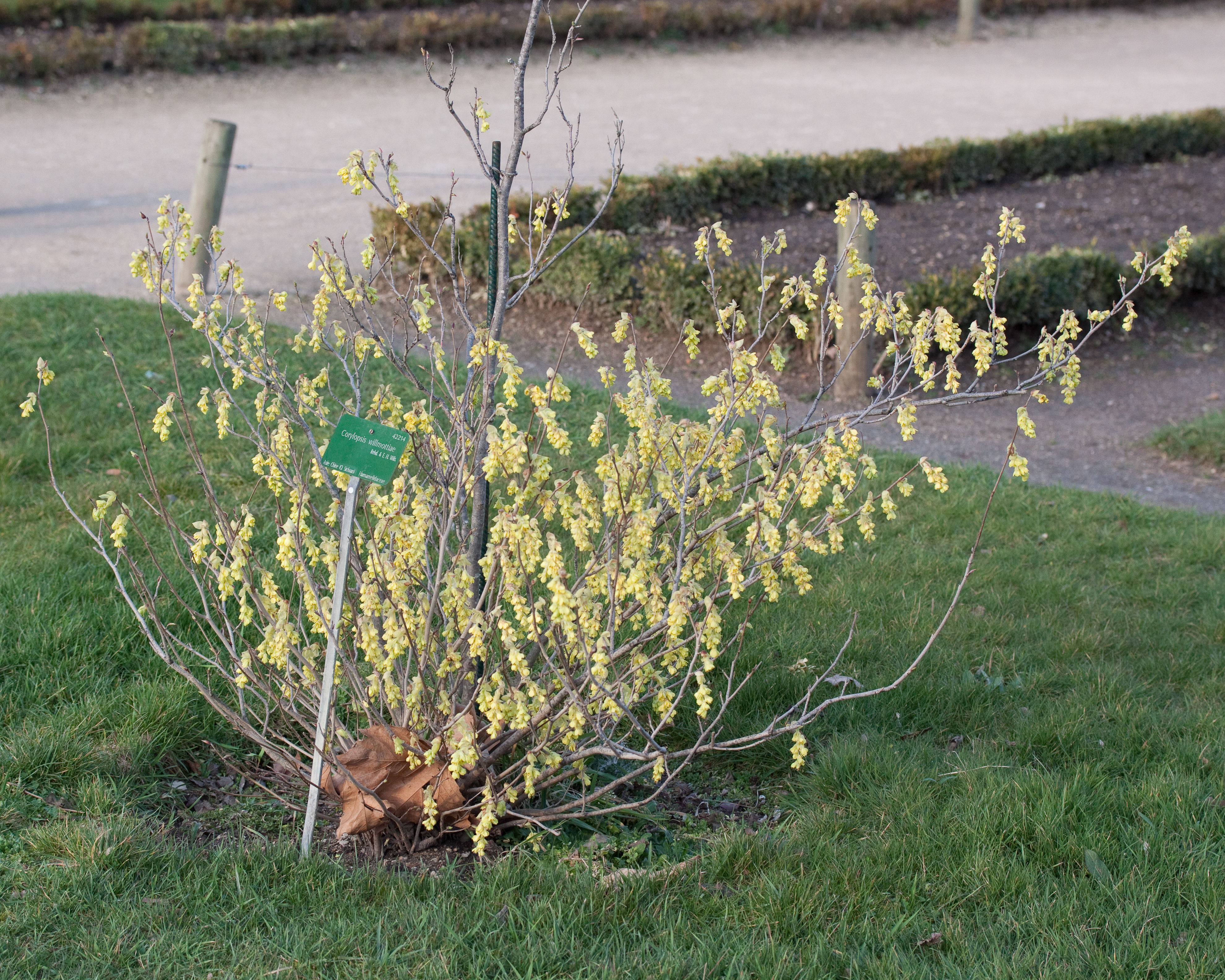
Floraison
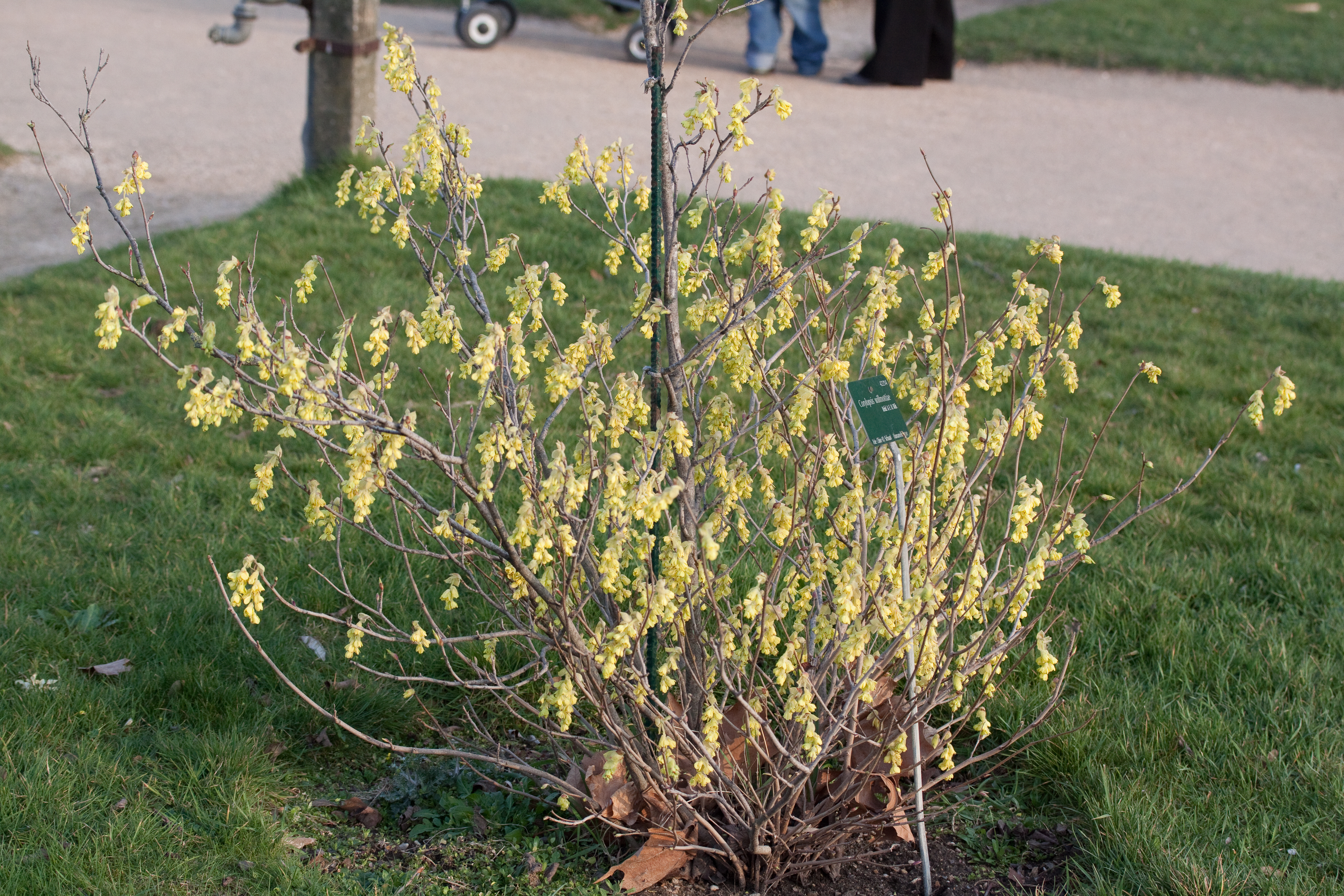
Floraison
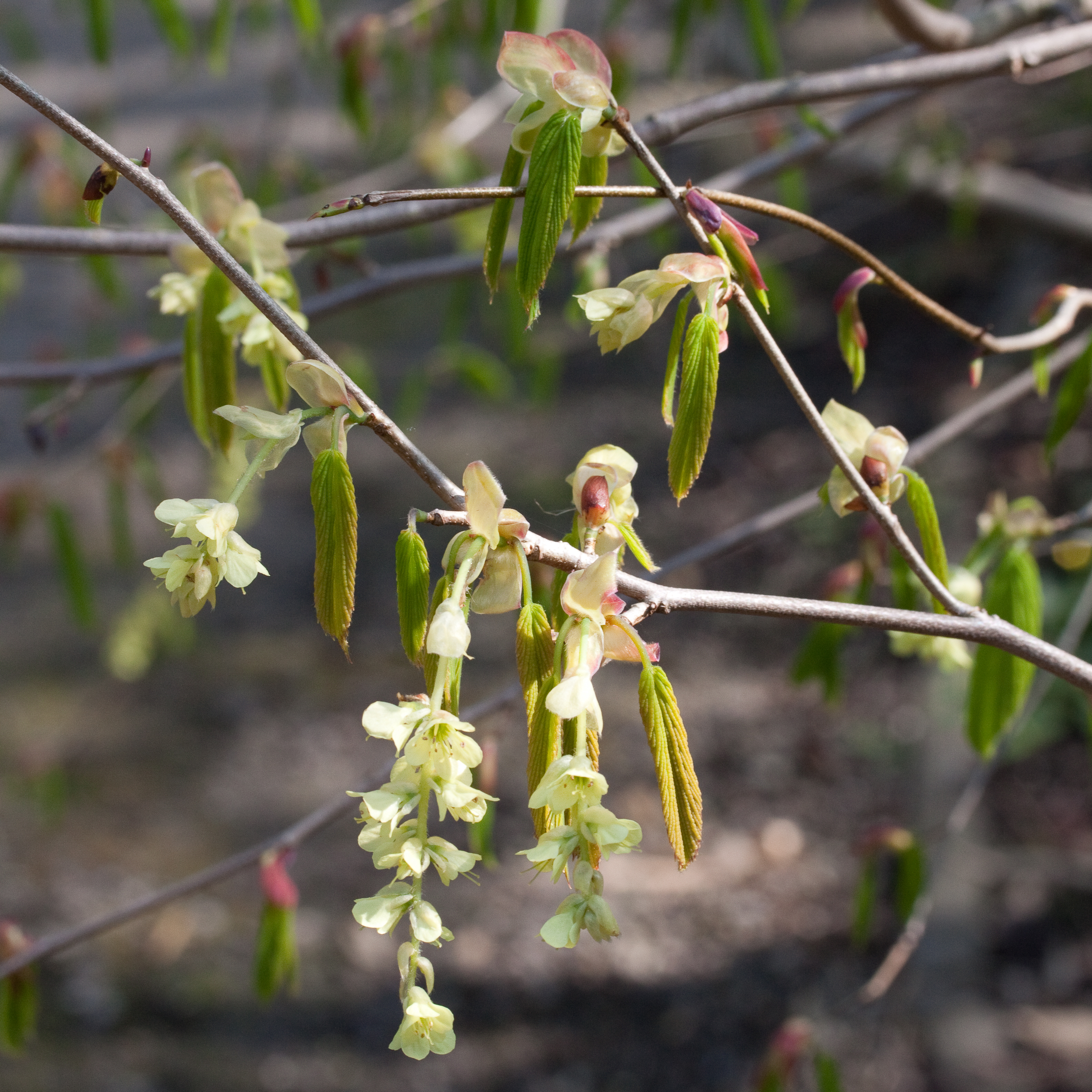
Fleurs
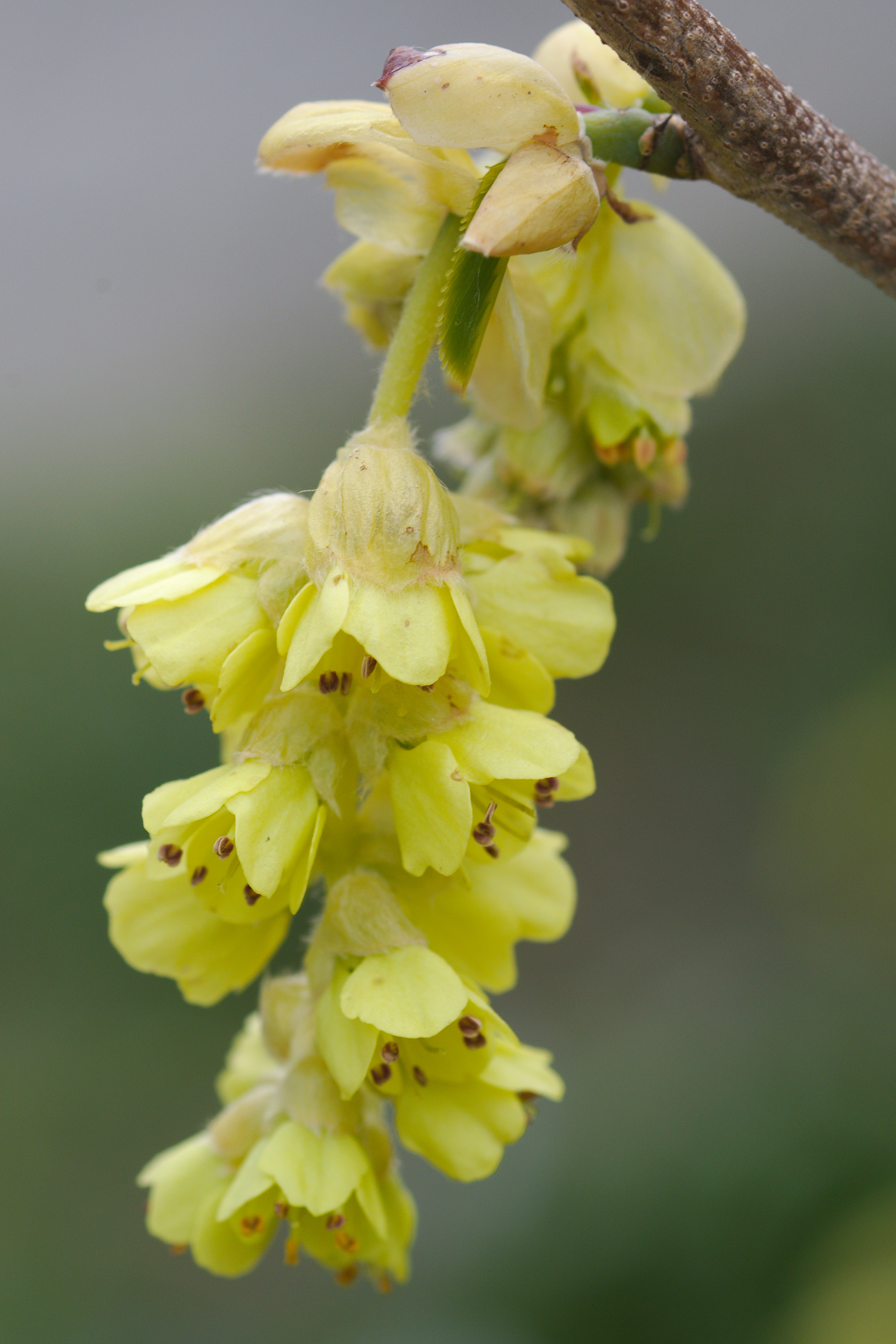
Fleurs